# Oignies Communal Cemetery
Oignies Communal Cemetery is een begraafplaats gelegen in de Franse plaats Oignies (Pas-de-Calais). De militaire graven worden onderhouden door de Commonwealth War Graves Commission.
De begraafplaats telt 19 geïdentificeerde Gemenebest graven, waarvan 2 uit de Eerste Wereldoorlog en 17 uit de Tweede Wereldoorlog.